# Kopalnia Węgla Kamiennego Bolesław Chrobry

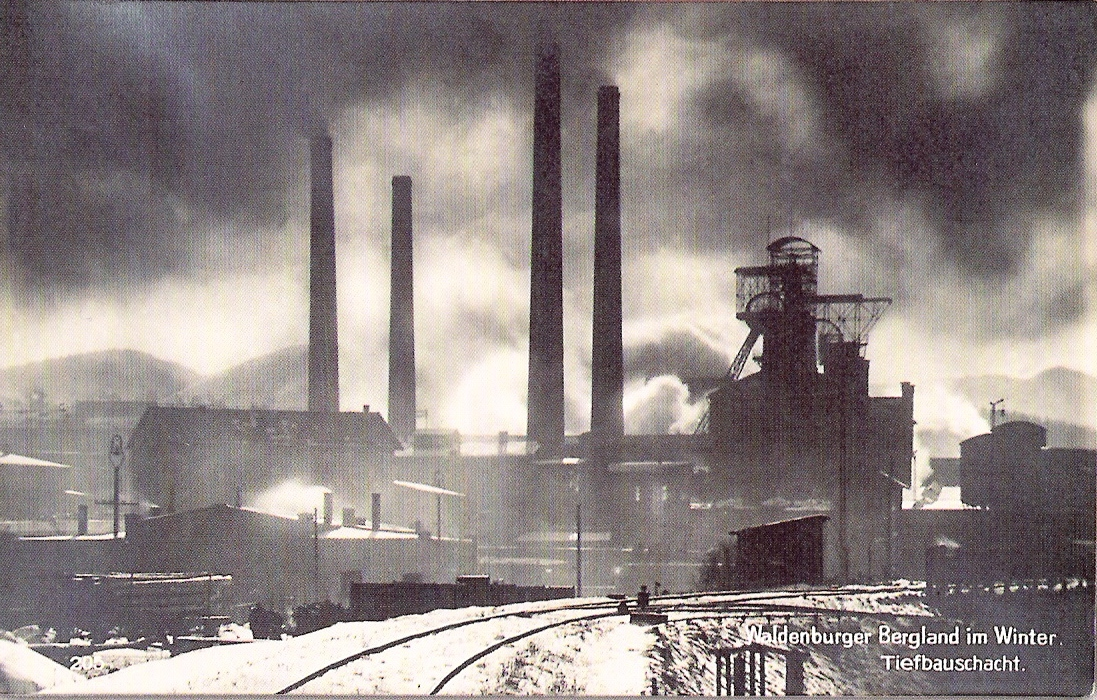
Kopalnia "Bolesław Chrobry" widok z 1926 roku

Kopalnia Węgla Kamiennego Bolesław Chrobry – kopalnia węgla kamiennego w Wałbrzychu działająca od około 1780 do 1998 roku. Główna siedziba kopalni znajdowała się przy ulicy Ludwiga van Beethovena. W wyniku połączeniu kilku pól górniczych i kopalń w jedno przedsiębiorstwo, do kopalni należały obiekty w różnych częściach Wałbrzycha i okolic.

## Historia

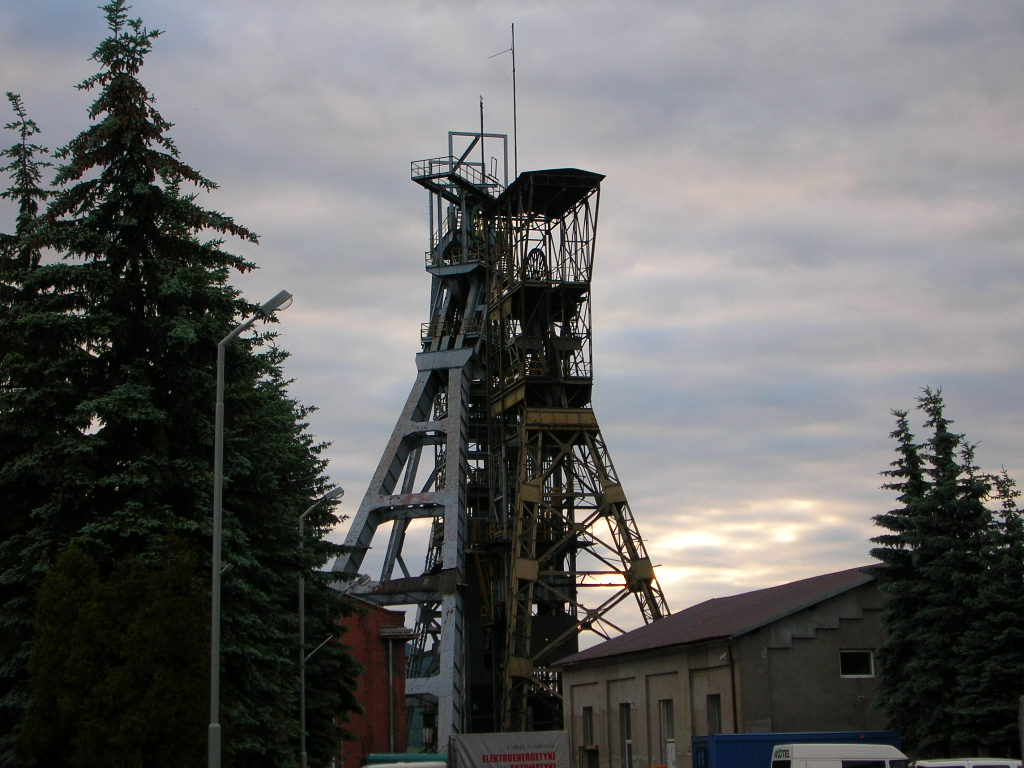
Charakterystyczny szyb Bolesław Chrobry Wschód, Zachód

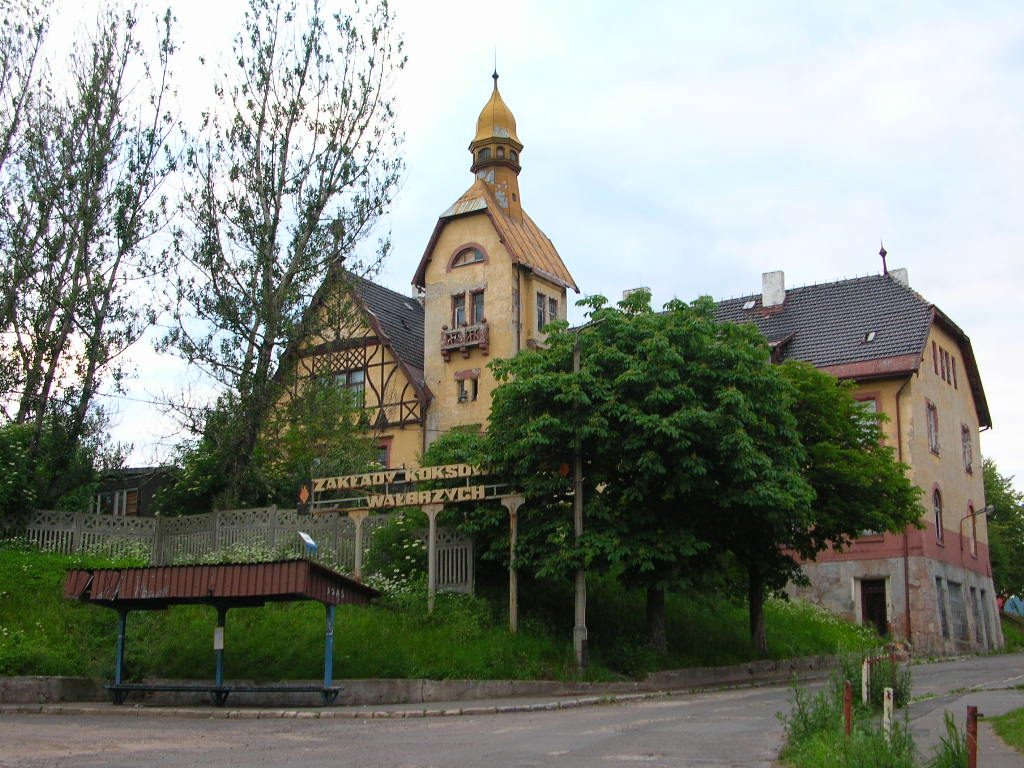
Opuszczony budynek dyrekcji kopalni B. Chrobry - wjazd do Zakładku Koksowniczego ul.Beethovena

Kopalnia powstała w około 1780 roku pod nazwą „Bahnschacht”, później nadano jej nazwę „Fürstenstein-gruben-Balinschachtanlange”. Była prywatną kopalnią rodziny Hochberg. W 1876 roku połączono kilka pól górniczych i kopalń, co sprawiło, że była to największa kopalnia w Wałbrzychu. Do roku 1945 nosiła niemiecką nazwę "Fürstensteiner Gruben", a od 1945 roku  polską nazwę: „Wałbrzych”. W 1946 przemianowana na „Bolesław Chrobry”.
W 1945 roku kopalnia posiadała pięć czynnych szybów, w tym jeden wydobywczy podwójny. Poziomy wydobywcze znajdowały się na głębokości 365 m i 470 m pod ziemią. W 1951 roku wstawiono nową maszynę wyciągową,  w 1955 wybudowano łaźnię i zainstalowano dwa wentylatory, w 1959 wybudowano lampiarnię i zamontowano nowe kompresory, a w latach 60. zmodernizowano szyby „Chrobry I” i „Chrobry II”. 
Duża część obiektów przy ulicy Ludwika Beethovena została wyburzona z końcem II Wojny Światowej, zakłady i fabryki zostały okradzione i wywiezione przez Rosjan na teren ZSRR. W pozostałej części zachowanych budowli mieszczą się różne zakłady oraz instytucja Miejskiego Ośrodka Pomocy Społecznej w Wałbrzychu. Niektóre budowle na terenie kopalni pozostały opuszczone są to m.in. 
- Schrony i wartownie
- Łaźnia
- Magazyny i biurowce wraz z przychodną
- Budynki techniczne
- Hala nadszybia
- Szyb Bolesław Chrobry Wschód, Zachód.

W 1964 roku kopalnia „Bolesław Chrobry” połączona została z kopalnią „Mieszko” w jeden zakład pod nazwą „Wałbrzych”. 29 czerwca 1998 roku z kopalni wyjechał ostatni wózek z węglem. Dawniej na terenie kopalni przy ulicy Ludwika Beethovena, mieściły się różne budowle i zakłady podlegające kopalni, później funkcjonowały jako samodzielne przedsiębiorstwa, m.in.:
- Zakład Azotowy[3].
- Zakład  Kwasu Siarkowego[4].
- Fabryka Kwasu Azotowego[5].
- Zakład Amoniaku
- Fabryka  Benzolu[6].
- Zakład Koksowniczy nr 2[7].